# Шманьковчики
Шманьковчики (укр. Шманьківчики) — село в Заводской поселковой общине Чортковского района Тернопольской области Украины.
Население по переписи 2001 года составляло 870 человек. Почтовый индекс — 48551. Телефонный код — 3552.